# ショーン・フランシス
ショーン・フランシス（Shaun Francis、1986年10月2日 - ）は、ジャマイカ・マンチェスター教区出身のプロサッカー選手。サッカージャマイカ代表。ルイビル・シティFC所属。ポジションはDF。

## 経歴

### 代表
2010年10月のトリニダード・トバゴ代表戦でジャマイカ代表デビュー。翌11月のカリビアンカップ2010・グアドループ代表戦で初ゴール。

## 所属クラブ
- スポーティング・セントラル・アカデミー 2004-2006
- リンゼー・ウィルソン大学 2006-2009
- インディアナ・インヴェーダーズ 2008
- サンダーベイ・チル 2009
- コロンバス・クルー 2010-2012
- シャーロット・イーグルス 2013
- シカゴ・ファイアー 2013
- サンノゼ・アースクエイクス 2014-2017
- モントリオール・インパクト 2017
- ルイビル・シティFC 2018-

## 代表歴
- ジャマイカ代表
  - カリビアンカップ2010
  - カリビアンカップ2017予選
  - 2017 CONCACAFゴールドカップ

### 代表でのゴール
2017年7月20日現在
| #  | 開催日         | 開催地               | 対戦国       | スコア | 結果 | 試合概要                    |
| -- | -------------- | -------------------- | ------------ | ------ | ---- | --------------------------- |
| 1. | 2010年11月29日 | リヴィエール＝ピロト | グアドループ | 1–0    | 2–0  | カリビアンカップ2010        |
| 2. | 2016年10月11日 | レオノラ             | ガイアナ     | 3–2    | 4–2  | カリビアンカップ2017予選    |
| 3. | 2017年7月20日  | グレンデール         | カナダ       | 1–0    | 2–1  | 2017 CONCACAFゴールドカップ |

## タイトル

### 代表
- カリビアンカップ: 2010